# Mayumi Omatsu
Mayumi Omatsu (大松 真由美, Ōmatsu Mayumi, Mayumi Omatsu) 12 juli 1970 is een voormalig Japans voetbalster.

## Carrière
Omatsu nam met het Japans vrouwenvoetbalelftal deel aan de Wereldkampioenschappen in 1999, maar zij kwam tijdens dit toernooi niet in actie. Japan werd uitgeschakeld in de groepsfase met de Canada, Rusland en Noorwegen.

## Statistieken
| Japans vrouwenvoetbalelftal | Japans vrouwenvoetbalelftal | Japans vrouwenvoetbalelftal |
| Jaar                        | Wed.                        | Dlp.                        |
| --------------------------- | --------------------------- | --------------------------- |
| 1997                        | 6                           | 1                           |
| 1998                        | 5                           | 0                           |
| 1999                        | 1                           | 0                           |
| Totaal                      | 12                          | 1                           |